# Зайдлиц (тежък крайцер, 1939)
Вижте пояснителната страница за други значения на Зайдлиц.
Зайдлиц (на немски: Seydlitz) е тежък крайцер на Кригсмарине от времето на Втората световна война. Четвърти кораб от типа „Адмирал Хипер“. След като корабът не е завършен като крайцер, преминава преоборудване в самолетоносач по проекта „Везер-Г“. Преоборудването не е завършено, корпусът на кораба е взривен на 29 януари 1945 в залива на Кьонигсберг.

## История на създаването и особености на конструкцията
През юни на 1936 г. е утвърдено започването на строежа на два допълнителни големи крайцера, аналогични на първите три единици на типа „Адмирал Хипер“, но въоръжени с 12 150-мм оръдия. Това е политически ход, целящ да демонстрира стремежа на Германия да се намира в рамките на правното поле на международните морски договори. През юли последва поръчката както на самите кораби, така и на кулите и оръдията за тях. Конструкцията на основите на кулите на ГК са проектирани съгласно специално изискване с диаметър, аналогичен на този на 203-мм артустановки на първите три кораба от типа „Хипер“. Това се прави за това, че в случай на необходимост да се проведе бързо превъоръжение с 203-мм оръдия. Но още през 1937 г. крайцерите, които получават литерните обозначения „К“ и „L“, е решено да се строят в качеството на тежки, изначално с 203-мм артилерия.

## Строителство
Крайцерът, първоначално получава литерното обозначение „К“, е заложен на 29 декември 1936 г. на стапелите на DeSchiMAG в Бремен. На 19 януари 1939 г. корабът е спуснат на вода и получава своето име в чест на знаменития пруски кавалерийски генерал, участник в Седемгодишната война и един от полководците на Фридрих Велики Фридрих Вилхелм фон Зайдлиц.
След началото на Втората световна война дострояването на крайцера се забавя. Заедно с „Лютцов“, последния кораб от типа „Хипер“, „Зайдлиц“ даже се предполага да бъде продаден на Съветския съюз. Едва през ноември 1939 г. Адолф Хитлер окончателно забранява продажбата и работите се възобновяват. Към май 1942 г. крайцерът получава артилерията на ГК, всички надстройки; остава да се постави само зенитното въоръжение, авиооборудването (катапулта, хангара и крановете), а също мачтите и приборите. Но към това време Хитлер окончателно е разочарован от големите надводни кораби и работите по практически готовия кораб са напълно прекратени през юни същата година.

## Проект за преоборудване в самолетоносач
Операциите на рейдерските групи в открития океан са изложени на голяма опасност без съответното въздушно прикритие. Немските конструктори се опитват да разрешат този проблем, заедно с дострояването на самолетоносача „Граф Цепелин“, по пътя на преоборудването в самолетоносачи на подходящите корпуси. Не е ясно, защо в качеството на подходящ е избран и корпусът на „Зайдлиц“, тъй като корабът е с почти завършено построяване като тежък крайцер и за преоборудването му в самолетоносач ще е необходим много обширен обем работи.
Предстои практически напълно да се премахнат надстройките и артилерията и да се измени конструкцията на корпуса над броневия пояс. Корабът трябва да получи 5 сдвоени 105-мм зенитки, четири сдвоени 37-мм оръдия и пет 20-мм „фирлинга“. Предполага се, че хангарът ще вместява 18 самолета (морския вариант на изтребителя „Ме-109“ или пикиращия бомбардировач „Ju-87“).
Проектът получава названието „Везер-Г“. Преоборудването се води с бавни темпове. От есента на 1942 г. до пролетта на 1943 са свалени кулите и болшинството надстройки. Предстои също да се измести масивния комин към десния борд. Обаче усилващите се авионападения на съюзниците карат, в края на 1943 г., да се вземе решението за превеждането на недостроения корпус от Бремен в Кьонигсберг. Поради недостатъчното буксировъчни средства операцията е отложена до март 1944. Операцията, с обозначение „Рейтер“, започва на 30 март. Три буксира докарват „Зайдлиц“ в Кил. На 2 април с помощта на ледоразбивача „Полукс“ той най-накрая е преведен в Кьонигсберг.
Поради недостатъчния брой инженерен и технически персонал, а също и поради общото тежко военно положение на Германия в Кьонигсберг практически не се провеждат никакви работи по завършването на проекта. През декември 1944 г. „Зайдлиц“ е превърнат в плаващ склад. Съветските войски приближават към Кьонигсберг, и немците, на 29 януари 1945 г., взривяват кораба, след което той потъва в залива на града. През 1946 г. в хода на почистването на залива корпусът на „Зайдлиц“ е изваден от аварийно-спасителната служба на Южнобалтийския флот и е отбуксиран в Ленинград. На 10 март 1947 г. той даже е зачислен в състава на ВМФ на СССР, но още на 9 април е изключен от списъците и впоследствие е разкомплектован за метал.

## Коментари
1. ↑  Германските кораби при началото на тяхното строителство получават временни имена. За новите кораби се избират букви. Тези кораби, които трябва да заменят стари или загубени кораби получават приставката „Ерзац“ пред името на заменяемия кораб.